# Sjeng Schalken
Sjeng Schalken (født 8. september 1976 i Weert, Holland) er en pensioneret hollandsk tennisspiller, hvis karriere strakte sig fra 1994 til 2007. Han vandt igennem sin karriere 9 single- og 6 doubletitler, og hans højeste placering på ATP's verdensrangliste er en 11. plads, som han opnåede i april 2003.

## Grand Slam
Schalkens bedste Grand Slam-resultat i singlerækkerne kom ved US Open, hvor han i 2002 nåede frem til turneringens semifinaler. Her tabte han dog til den senere vinder, Pete Sampras fra USA. Schalken nåede desuden tre år i træk, 2002-2004, kvartfinalerne ved Wimbledon.